# (119979) 2002 WC19
(119979) 2002 WC19 est un objet transneptunien faisant partie des twotinos.

## Caractéristiques
(119979) 2002 WC19 mesure environ 440 km de diamètre, ce qui le qualifie comme un candidat au statut de planète naine.

## Orbite
L'orbite de (119979) 2002 WC19 possède un demi-grand axe de 48,071 ua et une période orbitale d'environ 333 ans. Son périhélie l'amène à 35,491 ua du Soleil et son aphélie l'en éloigne de 60,652 ua. Il possède une résonance 1:2 avec Neptune.
| Orbite | 1:2 Libration Dans ce référentiel en rotation, Neptune est représenté stationnaire à 315°. |

## Découverte
(119979) 2002 WC19 a été découvert le 16 novembre 2002 et numéroté le 16 novembre 2005.

## Satellite
Un satellite d'environ 81 km de diamètre orbitant à 4 092 ± 94 km, a été découvert le 5 novembre 2006 et annoncé le 27 février 2007.